# River Van-Diemen

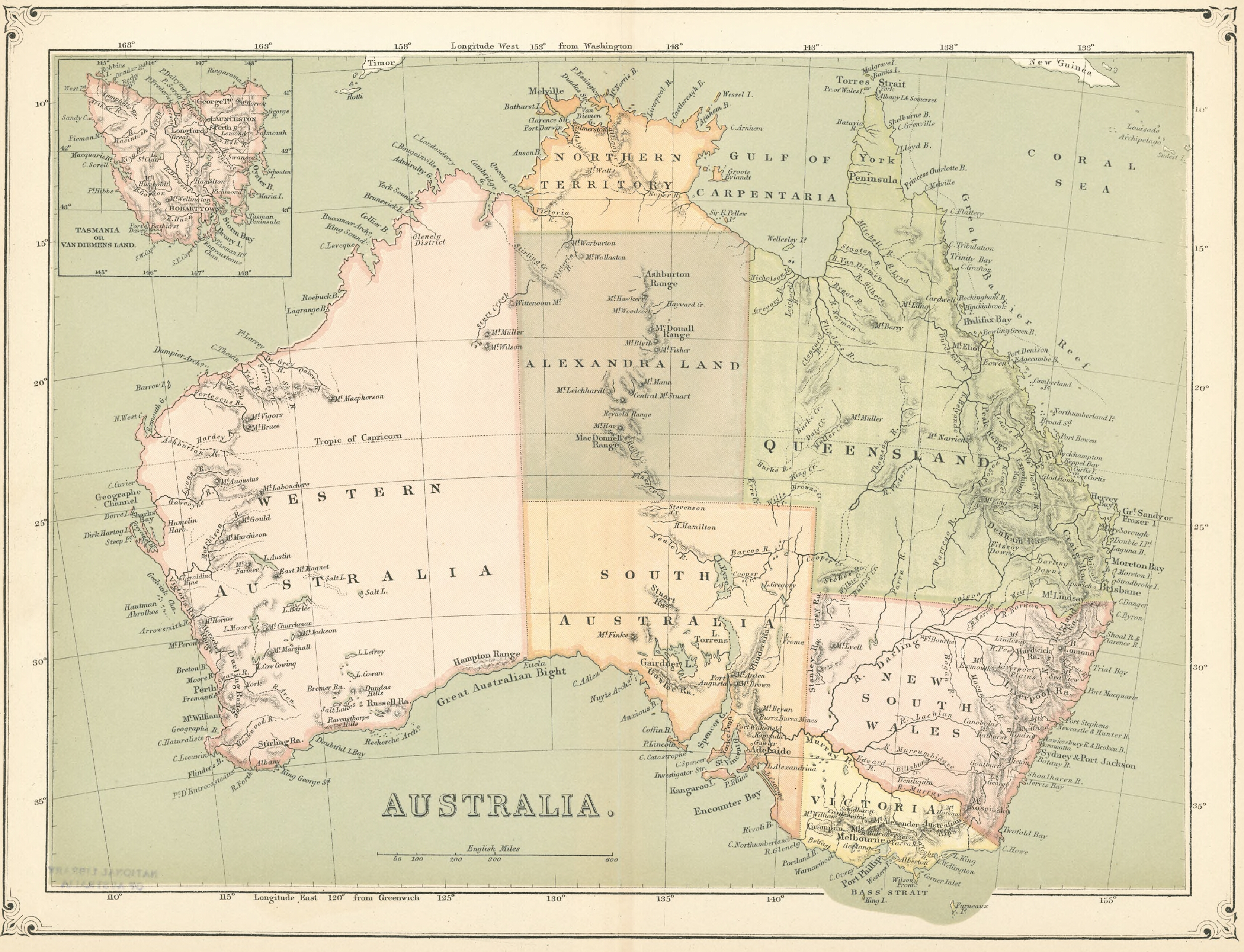
Karte von 1879 mit dem Verlauf des River Van-Diemen

Der River Van-Diemen war laut einer in der National Library of Australia archivierten Karte ein Fluss im Norden des australischen Bundesstaates Queensland. Er entspringt an den Westhängen des Mount Lang. Der Fluss mündet im südlichen Bereich des Golfs von Carpentaria zwischen Gilbert River und Staaten River. Ob dieser Fluss seither verschwunden ist oder der Eintrag auf einem Irrtum der Kartografen beruht, ist ungeklärt.